# Angel Kantschew

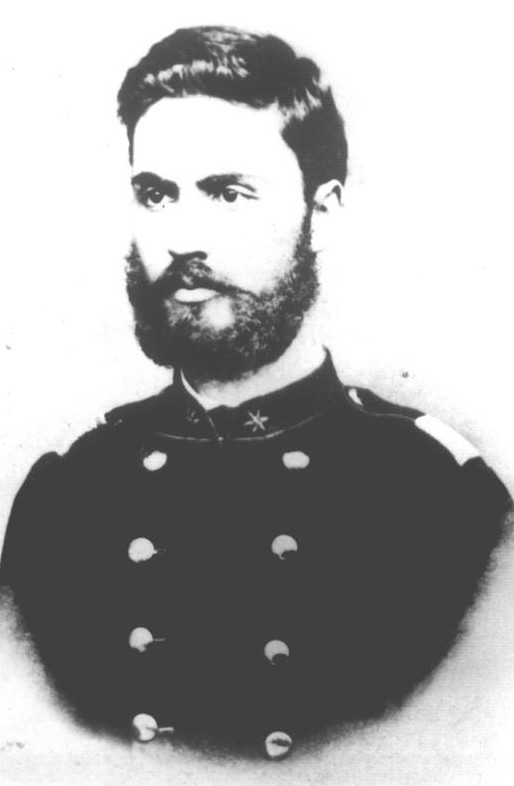
Angel Kantschew

Angel Kantschew Angelow (bulgarisch Ангел Кънчев Ангелов; * 11. November 1850 in Trjawna; † 5. März 1872, Suizid in Russe, heute in Bulgarien), bekannt nur als Angel Kantschew, war ein bulgarischer Revolutionär und Freiheitskämpfer.

## Leben
Angel Kantschew wurde in der Stadt Trjawna geboren, die mitten im Balkangebirge liegt und zum damaligen Zeitpunkt zum Osmanischen Reich gehörte. Die Stadt war zu diesem Zeitpunkt eines der kulturellen Zentren der Bulgarischen Nationalen Wiedergeburt. Nach der Beendigung der Zellenschule ging er zur Weiterbildung in die Donaustadt Russe. Wegen seiner guten schulischen Leistungen bekam er ein Begabtenstipendium, das von vornehmen Bulgaren um Wasil Aprilow ausgeschrieben wurde und konnte das berühmte bulgarische Gymnasium in Bolgrad in Bessarabien besuchen.
Nach der Beendigung des Bolgrader Gymnasiums schrieb er sich in der Belgrader Militärschule ein. Kurz nach seiner Ansiedlung in Belgrad nahm er Kontakt zu den bulgarischen Emigranten um den Revolutionär und Ideologen Rakowski auf. Wenig später trat er der Zweiten Bulgarischen Legion (1867) bei, die das Ziel verfolgte, junge Männer militärisch auszubilden und wenn sich die Gelegenheit eines Aufstandes ergibt von Serbien aus über das Balkangebirge nach Bulgarien zu schicken, um in einen ausbrechenden Aufstand einzugreifen. Hier befreundete er sich mit anderen Revolutionären und Freiheitskämpfern, unter anderem mit dem Apostel der Freiheit – Wasil Lewski, Panajot Chitow und Stefan Karadscha. Nachdem die serbische Regierung die Legion verboten hatte und ihre Mitglieder verhaftete, setzte sich Kantschew mit den anderen noch freien Mitgliedern nach Rumänien ab, wo er durch Beiträge in der Zeitung Donau Morgen (bulg. „Дунавска зора“/Dunawska Zora) die bulgarische Bevölkerung zum Kampf gegen den osmanisch-türkischen Fremdherrscher aufrief.
1870 und 1871 lernte er an der Agrar- und Industrieschule im tschechischen Tábor. Nach derer Absolvierung kehrte er in das „unterjochte“ Bulgarien zurück, um auf einen Tschiflik (von türkisch Çiftlik für „Landhaus“) in der Nähe von Russe zu arbeiten.
Nach Bulgarien zurückkehrt, setzte er nicht nur seine Verbindungen zur revolutionären Emigration fort. Er wurde 1871 vom Bulgarischen Zentralen Revolutionären Komitee (kurz BRZK) in Bukarest zum Stellvertreter Wasil Lewskis berufen und ging in den Untergrund. Ende August des gleichen Jahres traf er sich in Lowetsch mit Lewski, wo der Ausbruch eines Aufstandes besprochen wurde. Dabei wurde Kantschew die revolutionäre Tätigkeit im heutigen Nordbulgarien aufgetragen, die für die Logistik der Organisation eine zentrale Rolle spielte. Besonders für die revolutionären Komitees der Gebiete im Balkangebirge und südlich des Balkangebirges und der thrakischen Ebene war der Waffen- und Munitionsnachschub von Rumänien aus über Nordbulgarien überlebenswichtig.
In kürzester Zeit gelang es Kantschew in der Donautiefebene revolutionäre Komitees aufzubauen und die Struktur der Organisation zu straffen. Am 5. März 1872 wurde er, bei einem Versuch die osmanisch-rumänische Grenze bei Russe zu überqueren, von der osmanischen Grenzpolizei entdeckt. Um seiner Verhaftung zu entgehen, nahm sich Kantschew das Leben. Sein Tod war ein herber Rückschlag für die Organisation, jedoch wurden die von ihm aufgebauten Strukturen weiter genutzt und spielten bei den Vorbereitungen des Stara Sagora-Aufstandes (1875) und des Aprilaufstandes (1876) eine wichtige Rolle. Am Ort seiner Selbsttötung wurde in neuer Zeit ein Denkmal errichtet, das an seine Taten erinnert.
Heute ist sein Geburtshaus in ein Museum umgewandelt. In Bulgarien tragen viele Einrichtungen, wie die Angel-Kantschew-Universität in Russe seinen Namen.